# Psalidodon togoi
Psalidodon togoi (Synonym: Hyphessobrycon togoi) ist ein Salmler aus der Gattung Hyphessobrycon. Er wurde 2006 von Amalia M. Miquelarena und Hugo L. López erstmals beschrieben. Er kommt in den Zuflüssen des Río Salado im Osten Argentiniens sowie in den Teichen, Sümpfen und Bächen im Saladobecken vor.

## Merkmale
Psalidodon togoi erreicht eine Körperlänge von 5,9 cm und ist silbern und grün glänzend gefärbt, mit einem seitlichen, grünlichen Längsstreifen vom Kopf bis zur Schwanzflosse. Er unterscheidet sich von ähnlichen Salmlern durch einen charakteristischen schwarzen Schulterfleck. Im Gegensatz zu Hyphessobrycon langeanii besitzt er noch einen zweiten, kleineren Schulterfleck weiter rechts. Die Weibchen werden etwas größer als die Männchen.

## Lebensweise

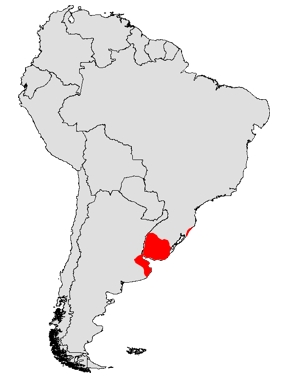
Verbreitungsgebiet von Hyphessobrycon togoi

Er lebt in ausgedehnten, pflanzenreichen Gewässern. Dort ist er im Vergleich zu anderen Arten nicht besonders häufig anzutreffen. Neben dem Río Salado wurde er auch in den Lagunen von Chascomús und Lobos  sowie im stark verschmutzten Río Matanza-Riachuelo gefunden.